# Uapití de les muntanyes Rocoses
El uapití de les muntanyes Rocoses (Cervus canadensis nelsoni) és una subespècie de uapití que viu a les muntanyes Rocoses i serralades adjacents de l'oest de Nord-amèrica. A l'hivern, és especialment comú en boscos oberts i aiguamolls de planes inundables a altituds baixes. A l'estiu migra a boscos subalpins i conques alpines. N'hi ha aproximadament un milió d'exemplars en total.
L'escalfament global ha tingut un efecte més aviat positiu sobre aquest animal. La menor presència de neu li permet trobar aliment a més llocs i li ofereix una certa protecció contra els depredadors, car els llops aprofiten les capes gruixudes de neu per atacar els uapitís de Yellowstone.
Per altra banda, la caça i altres activitats humanes han contribuït a l'extinció d'algunes poblacions. El 1913 fou necessari introduir a Colorado exemplars provinents de Wyoming perquè les poblacions locals gairebé havien desaparegut. L'any següent se n'introduïren uns altres 21 exemplars, també de Wyoming, a Dakota del Sud per reforçar-ne les poblacions. Els esforços per conservar la subespècie a Nou Mèxic permeteren restaurar-hi les poblacions, que a finals del segle xix estaven en una situació crítica i el 1930 ja tenien un nivell saludable.